# قصیده‌ای برای پدرم
قصیده‌ای برای پدرم (انگلیسی: Ode to My Father; کره‌ای: 국제시장، ترجمه. «بازار گوکجه (بین‌المللی)») فیلم درام محصول کره جنوبی سال ۲۰۱۴ به کارگردانی یون جه-کیون است. در این فیلم هوانگ جونگ-مین و یونجین کیم بازی می‌کنند و تاریخ کره جنوبی در دهه ۱۹۵۰ تا امروز را از طریق زندگی یک مرد معمولی به تصویر می‌کشد، که رویدادهایی مانند جنگ کره در دهه ۱۹۵۰ و تصمیم دولت برای اعزام پرستاران و معدنچیان به آلمان غربی در دهه ۱۹۶۰ و جنگ ویتنام را تجربه می‌کند.
این فیلم در حال حاضر چهارمین فیلم پرفروش در تاریخ سینمای کره‌جنوبی با ۱۴٫۲ میلیون بلیت فروخته شده‌است.

## اقتباس‌ها
یک فیلم اقتباسی هندی به نام بهارات با بازی سلمان خان در ۵ ژوئن ۲۰۱۹ منتشر شد.